# Sylvain Jacques
Sylvain Jacques é um ator francês descoberto por Patrice Chéreau em 1998, em uma peça de teatro chamada Phédre.
Segundo Chéreau, ele reconheceu Sylvain através da sua incrível semelhança com seu pai, um antigo amigo.
Seu último trabalho foi Són Frere, em 2004, dirigido por Patrice Chéreau. Atualmente, trabalha com música eletrônica.

## Biografia
Seu primeiro papel foi no teatro em 1998, em uma peça de teatro Jean Racine, "[Phèdre]]" no  Théâtre de l'Odéon. No mesmo ano, ele conseguiu um papel em Aqueles que Me Amam Podem Pegar o Trem (Ceux qui m'aiment prendront le train) , um filme de Patrice Chéreau. Ele é lembrado principalmente por seu papel de ator como Vincent no premiado Son frère, também dirigido por Patrice Chéreau.